# روز جهانی پرستار
روز جهانی پرستار  به منظور قدردانی از پرستاران در اقصی نقاط جهان ۱۲ ماه مه هر سال گرامی داشته می‌شود. دلیل این نام‌گذاری زادروز فلورانس نایتینگل پرستار انگلیسی و بنیان‌گذار حرفۀ پرستاری مدرن در ۱۲ مه است. در ایران روز تولد زینب (سومین فرزند فاطمه و علی ابن ابی‌طالب) روز پرستار و تقدیر از زحمات آنان شناخته می‌شود.

## پیشینه
شورای بین‌المللی پرستاران (ICN) این روز را از سال ۱۹۶۵ جشن گرفته است. در سال ۱۹۵۳، دوروتی ساترلند، یکی از مقامات وزارت بهداشت، آموزش و رفاه ایالات متحده، پیشنهاد کرد که رئیس‌جمهور دویت دی آیزنهاور «روز پرستاران» را اعلام کند. او آن را تأیید نکرد. در ژانویه ۱۹۷۴، ۱۲ ماه مه به عنوان سالگرد تولد فلورانس نایتینگیل، بنیان‌گذار پرستاری مدرن، برای بزرگداشت این روز انتخاب شد. هر ساله، ICN کیت روز بین‌المللی پرستار را تهیه و توزیع می‌کند. این کیت شامل مطالب آموزشی و عمومی برای استفادۀ پرستاران در همه‌جا است. از سال ۱۹۹۸، ۸ مه به‌عنوان روز ملی پرستاران دانشجویی تعیین شد.